# Conceição Rabha
Maria da Conceição Caldas Rabha, formalmente Conceição Rabha (Rio de Janeiro, 15 de dezembro de 1955), é uma política brasileira.

## Biografia e carreira
Conceição Rabha já trabalhou com a alfabetização de crianças, e por pelo menos vinte anos lecionou Biologia no Colégio Estadual Dr. Artur Vargas (CEAV). Foi diretora do CEAV e Secretária Municipal de Educação no governo do ex-prefeito Luiz Sérgio. Teve seu trabalho foi reconhecido pela UNICEF que deu a Angra dos Reis o prêmio de “Município Criança” por dois anos consecutivos.
Entre 1997 e 2000 foi a vice-prefeita de Angra, na administração do ex-prefeito Castilho, coordenando as ações do Orçamento Participativo. Conceição foi eleita para a Câmara Municipal, com ações voltadas para a melhoria da Educação, da Formação Profissional dos jovens e a Fiscalização do uso do dinheiro público. Ela ainda defendeu diversas causas, entre elas a adoção do ensino de tempo integral nas escolas, a defesa da mulher e dos portadores de necessidades especiais, projetos de melhoria no transporte público e a luta pela construção do Centro Federal de Educação Tecnológica (CEFET).
Conceição foi candidata à prefeitura de Angra dos Reis nas eleições municipais de 2012 e se elegeu com 52.42% dos votos válidos para governar a cidade até 2016.